# Sosnowiec (Podlaquia)
Sosnowiec (pronunciado /sɔsˈnɔvjɛts/ (escucharⓘ)) es un pueblo en el distrito administrativo de Gmina Miastkowo, dentro e Łomżun, Voivodato de Podlaquia, en el noreste de Polonia. Se encuentra aproximadamente 4 kilómetros al sur de Miastkowo, 20 kilómetros al oeste de Łomżun, y 92 kilómetros al oeste de la capital regional, Białystok.